# Gare d'Olen
La gare d'Olen (en néerlandais : station Olen) est une gare ferroviaire belge de la ligne 15, d'Anvers à Hasselt située sur la commune d’Olen, dans la province d'Anvers en Région flamande.
C’est un point d'arrêt non gardé (PANG) à accès libre de la Société nationale des chemins de fer belges (SNCB) desservie par des trains InterCity (IC), Suburbains (S33), d’Heure de pointe (P) et Touristiques (T) (durant les vacances d'été).

## Histoire

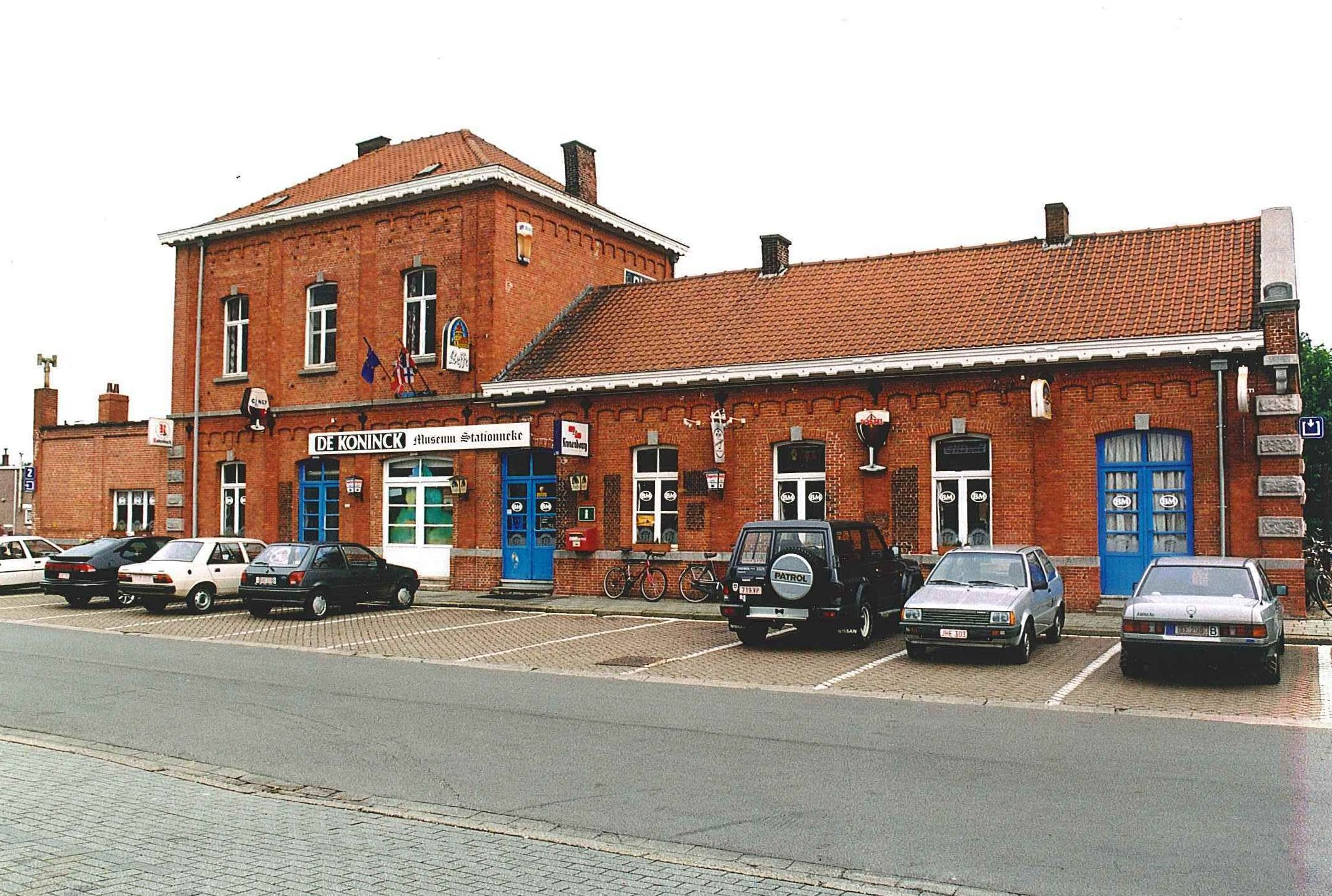
Bar aménagé dans la gare.

## Service des voyageurs

### Accueil
Halte SNCB, c’est un point d’arrêt non géré (PANG) à entrée libre. L'achat des billets s'effectue par un automate de vente. et la traversée des voies s’effectue par le passage à niveau.

### Desserte
Olen est desservie par des trains InterCity (IC), Suburbains (S33), d'Heure de pointe (P) et Touristiques (T) de la SNCB circulant sur la ligne commerciale 15 : Anvers - Lierre - Mol - Hasselt (voir brochure SNCB de la ligne 15).

#### Semaine
La desserte est constituée :
- de trains IC-10 reliant Anvers-Central à Bourg-Léopold et Hasselt ou Hamont via Mol, toutes les heures (à Mol, ces trains sont divisés en deux, une partie repart vers Hasselt, l'autre vers Hamont) ;
- de trains de la ligne S33 du réseau S anversois circulant entre Anvers-Central et Mol (toutes les heures) ;
- de deux trains P de Mol à Bruxelles-Midi via Malines (le matin, dans l’autre sens en fin d’après-midi).

#### Week-end et fériés
La seule desserte régulière est constituée par les trains IC-10, circulant comme en semaine.
- Le dimanche, en fin d'après-midi, il existe deux trains P reliant Hamont ou Mol à Sint-Joris-Weert, près de Louvain. Ils ne circulent pas pendant les congés.

#### Vacances
Durant les vacances d'été, un train T relie, en semaine comme le week-end, Neerpelt à Blankenberge, le matin, et effectue le trajet inverse en fin d'après-midi. Il permet également d'atteindre Malines, Termonde, Gand et Bruges.

### Patrimoine ferroviaire
Construit par le Grand Central belge, le bâtiment de la gare, datant de 1878, est listé au patrimoine architectural de Flandre. Il identique à celui de la gare de Lommel (démoli dans les années 1970) et de la même famille que les gares, plus grandes, de Neerpelt (classé comme monument), Mol (démolie) et Geel.
Ce bâtiment est dû à la compagnie du Grand Central Belge qui mit au point un modèle de gare standard. Au moins 15 de ces gares furent construites, notamment à Neerpelt, Hamont ou encore Jamioulx et Ham-sur-Heure.
Il s'agit d'un long bâtiment sans étage comprenant entre 8 et 26 travées selon les besoins (la gare d'Olen en comporte 8) sous bâtière longitudinale qui se verra parfois gratifié d'un second étage de trois travées sous toiture à croupes servant de logement de fonction (c'est le cas à Olen, qui reçoit une partie à étage en 1901-1902).
Le pignon est recouvert de rampants de pierre et il existe des motifs en ferronnerie sur les crossettes et le pinacle ainsi qu’un oculus largement dimensionné et entouré de pierre surplombe un bandeau de pierre sous lequel se prolonge le fronton des parois longitudinales. Ce fronton est décoré d'une frise en briques munie d'arceaux et chaque travée des parois longitudinales est bordée par un lésène de brique aux motif de bande lombarde caractéristique du Grand Central Belge. Un cordon de pierre court au niveau des seuils des fenêtres du rez-de-chaussée. Les arcs bombés des ouvertures (qui étaient toutes des portes à l'origine sauf au niveau du logement de fonction qui se trouve à une extrémité) sont surmontés d'une clé en pierre et il existe des pilastres d'angle en brique à bossages de pierre.
Depuis la fermeture des guichets et de la salle d'attente, un café et un buraliste occupent le rez-de-chaussée du bâtiment, dont la façade a été rafraîchie dans les années 2010.

## Comptage voyageurs
Ce graphique et tableau montre le nombre de voyageurs embarquant en moyenne durant la semaine, le samedi et le dimanche.
| Nombre de passagers qui embarquent à la gare d'Olen | Nombre de passagers qui embarquent à la gare d'Olen | Nombre de passagers qui embarquent à la gare d'Olen | Nombre de passagers qui embarquent à la gare d'Olen |
|                                                     | Semaine                                             | Samedi                                              | Dimanche                                            |
| --------------------------------------------------- | --------------------------------------------------- | --------------------------------------------------- | --------------------------------------------------- |
| 1996                                                | 273                                                 | 102                                                 | 112                                                 |
| 1997                                                | 325                                                 | 154                                                 | 109                                                 |
| 1998                                                | 311                                                 | 130                                                 | 166                                                 |
| 1999                                                | 247                                                 | 121                                                 | 152                                                 |
| 2000                                                | 343                                                 | 184                                                 | 138                                                 |
| 2001                                                | 245                                                 | 110                                                 | 93                                                  |
| 2002                                                | 287                                                 | 111                                                 | 126                                                 |
| 2003                                                | 296                                                 | 136                                                 | 152                                                 |
| 2004                                                | 322                                                 | 154                                                 | 118                                                 |
| 2005                                                | 325                                                 | 131                                                 | 182                                                 |
| 2006                                                | 328                                                 | 166                                                 | 206                                                 |
| 2007                                                | 352                                                 | 158                                                 | 172                                                 |
| 2008                                                | -                                                   | -                                                   | -                                                   |
| 2009                                                | 351                                                 | 206                                                 | 165                                                 |
| 2010                                                | -                                                   | -                                                   | -                                                   |
| 2011                                                | -                                                   | -                                                   | -                                                   |
| 2012                                                | 527                                                 | 204                                                 | 163                                                 |
| 2013                                                | 513                                                 | 158                                                 | 172                                                 |
| 2014                                                | 470                                                 | 165                                                 | 192                                                 |
| 2015                                                | 517                                                 | 236                                                 | 199                                                 |
| 2016                                                | 482                                                 | 204                                                 | 262                                                 |
| 2017                                                | 609                                                 | 218                                                 | 259                                                 |
| 2018                                                | 624                                                 | 265                                                 | 211                                                 |
| 2019                                                | 598                                                 | 177                                                 | 235                                                 |
| 2020                                                | 371                                                 | 137                                                 | 140                                                 |
| 2021                                                | -                                                   | -                                                   | -                                                   |
| 2022                                                | 638                                                 | 234                                                 | 257                                                 |
| 2023                                                | 545                                                 | 190                                                 | 208                                                 |
| 2024                                                | 555                                                 | 237                                                 | 313                                                 |